# Hessischer Friedenspreis
Der Hessische Friedenspreis ist eine mit 25.000 Euro dotierte Auszeichnung. Er wird seit 1994 an Persönlichkeiten verliehen, die sich um den Frieden und die Völkerverständigung verdient gemacht haben. Die Auszeichnung wurde am 16. Oktober 1993 von der Albert-Osswald-Stiftung des früheren Ministerpräsidenten Albert Osswald (SPD) und seiner Familie ins Leben gerufen.

## Kuratorium
Mitglieder des Kuratorium Hessischer Friedenspreis sind derzeit:
- Karl Starzacher, Staatsminister a. D., Vorsitzender des Kuratoriums Hessischer Friedenspreis, SPD-Mitglied
- Astrid Wallmann, Präsidentin des Hessischen Landtags, CDU-Abgeordnete
- Dr. Daniela Sommer, Vizepräsidentin des Hessischen Landtags, SPD-Abgeordnete
- Nicole Deitelhoff, Geschäftsführendes Vorstandsmitglied des Leibniz-Instituts Hessische Stiftung Friedens- und Konfliktforschung (HSFK) in Frankfurt am Main
- Ines-Jacqueline Werkner, Wissenschaftliche Mitarbeiterin in der Forschungsstätte der Evangelischen Studiengemeinschaft. Institut für interdisziplinäre Forschung (FEST) in Heidelberg
- Peter von Unruh (beratendes Mitglied), Direktor beim Hessischen Landtag
- Veronika Winterstein, Vizepräsidentin des Hessischen Landtags a. D., SPD-Abgeordnete
- Conrad Schetter, Wissenschaftlicher Direktor des Bonn International Center for Conversion (BICC)
- Ursula Schröder, Wissenschaftliche Direktorin des Instituts für Friedensforschung und Sicherheitspolitik an der Universität Hamburg (IFSH)
- Michaela Jäckel-Osswald

## Preisträger
- 1994: Marianne Heiberg (Norwegen) für ihre Vermittlungsbemühungen zwischen Israel und der PLO
- 1995: John Hume (Großbritannien/Nordirland) für seine Vermittlungsbemühungen zwischen der IRA und der britischen Regierung
- 1996: Gregorio Rosa Chávez (El Salvador) für seine Vermittlungsbemühungen zwischen der Guerilla und der Regierung in El Salvador
- 1997: Hans Koschnick (Deutschland) für seine Vermittlungsbemühungen als EU-Administrator in Mostar
- 1998: Alexander Lebed (Russland) für seine Vermittlungsbemühungen zur Beendigung des ersten Tschetschenien-Krieges
- 1999: George J. Mitchell (Vereinigte Staaten) für seine Vermittlungsbemühungen um die Beendigung des Nordirland-Konflikts
- 2000: Martti Ahtisaari (Finnland) für seine Vermittlung zur Beendigung des Kosovo-Krieges
- 2001: Max van der Stoel (Niederlande) für seine Politik der Prävention, die maßgeblich zur friedlichen Lösung der Konflikte in Estland und Lettland, in der Slowakei und in Rumänien beitrug.
- 2002: keine Verleihung
- 2003: Lakhdar Brahimi (Algerien, UN-Diplomat) für seine Leistungen im afghanischen Friedensprozess
- 2004: Hans Blix (Schweden) für seine Standfestigkeit bei seiner Arbeit als Chef der UN-Abrüstungskontrollkommission im Irak
- 2005: Seine Heiligkeit der 14. Dalai Lama (Volksrepublik China/Tibet) für seinen Einsatz für eine gewaltfreie Lösung des Tibet-China-Konflikts
- 2006: Daniel Barenboim (Argentinien/Israel) für sein Bemühen um eine Aussöhnung zwischen Israel und Palästina
- 2007: Christian Schwarz-Schilling (Deutschland) für seine Bemühungen zur Beendigung des Krieges in Bosnien-Herzegowina.
- 2008: Sam Nunn (Vereinigte Staaten) für sein Engagement für nukleare Abrüstung und gegen nuklearen Terrorismus
- 2009: Dekha Ibrahim Abdi (Kenia) für ihr Engagement in der Friedensarbeit
- 2010: Ismail Khatib (Palästinensische Autonomiegebiete) für die Organspenden seines von israelischen Soldaten getöteten Sohnes an israelische Kinder
- 2011: Sadako Ogata (Japan), ehemalige UN-Diplomatin und UN-Hochkommissarin für Flüchtlinge, als eine der großen Friedensarchitektinnen unserer Zeit
- 2012: Elisabeth Decrey Warner (Schweiz), Präsidentin von Geneva Call, für den Schutz von Zivilisten in bewaffneten Konflikten und für ihren energischen Kampf um die weltweite Ächtung von Landminen
- 2013: Muhammad Ashafa und James Wuye (Nigeria), für ihren Einsatz zur Überwindung der Gewaltkonflikte zwischen Christen und Moslems in ihrem Heimatland
- 2014: Rubem César Fernandes (Brasilien), für seinen Einsatz zur Förderung einer Kultur des Friedens und zur Verhinderung der Gewalt in den Favelas von Rio de Janeiro im Rahmen der von ihm 1993 gegründeten Nichtregierungsorganisation Viva Rio
- 2015: Ella Michailowna Poljakowa (Russland), für ihren Einsatz für Soldaten und Soldatenmütter und für die rechtsstaatliche Behandlung russischer Einsätze u. a. in Tschetschenien und der Ukraine
- 2016: Federica Mogherini (Italien, EU-Außenbeauftragte), für ihr großes Engagement für den Frieden in der Golf-Region[1]
- 2017: Carla Del Ponte (Schweiz, UN-Chefanklägerin), für ihren unbeugsamen Kampf für Frieden durch das Recht[2]
- 2018: Şebnem Korur Fincancı (Türkei, Menschenrechtlerin), für ihr großes Engagement für den Frieden und die Wahrung der Menschenrechte[3]
- 2019 (2021 aberkannt[4]): Abiy Ahmed (Äthiopien, Ministerpräsident), für die Beendigung des langen und blutigen Konflikts in seiner Heimat[5]
- 2020: Zoran Zaev (Nordmazedonien, Ministerpräsident), Alexis Tsipras (Griechenland, ehemaliger Ministerpräsident)[6]
- 2022: Ilwad Elman (Somalia, Menschenrechtsaktivistin), für den Einsatz von Menschenrechten in Somalia[7]
- 2023: Vivian Silver (kanadisch-israelische Friedensaktivistin), für ihr Engagement um ein friedliches Zusammenlebens von Israelis und Palästinensern[8]

## Albert-Osswald-Stiftung
Die Albert-Osswald-Stiftung ist eine am 19. Dezember 1986 anerkannte Stiftung bürgerlichen Rechts, die vom ehemaligen hessischen Ministerpräsidenten Albert Osswald ins Leben gerufen wurde. Der maßgebliche Stiftungszweck ist die wiederkehrende (möglichst jährliche) Verleihung des Hessischen Friedenspreises.
Die Stiftung wird durch den Vorstand bestehend aus Karl Starzacher (Vorsitzender), Veronika Winterstein (stellvertretende Vorsitzende), Frank-Tilo Becher, Catharina Jäckel, Michaela Jäckel-Osswald und Peter Nikolaus Werner vertreten. (Stand Juli 2024)